# Gokkersmisvatting

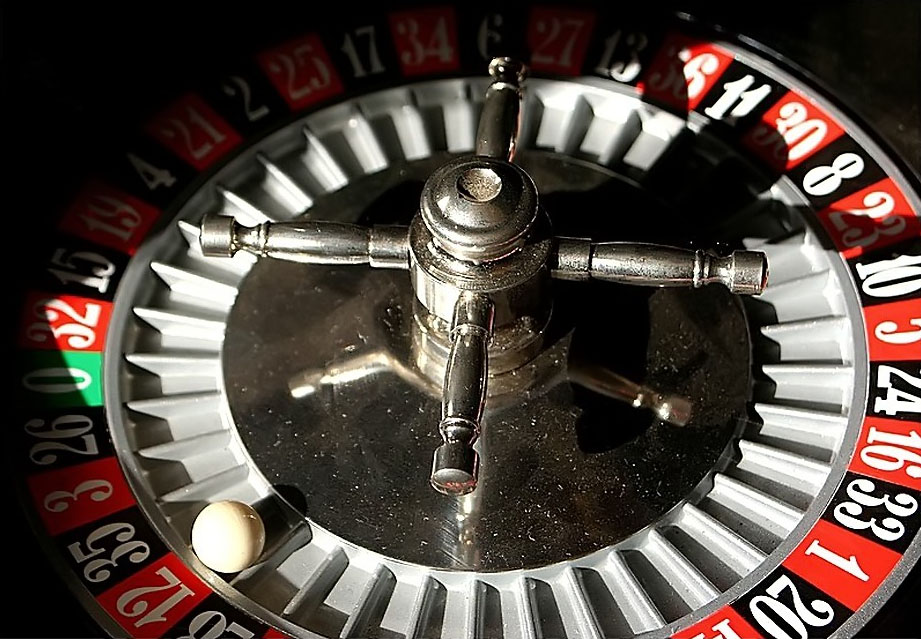
Het balletje komt voor de zesde keer op 'rood'. Toch is de kans dat het de volgende keer 'zwart' wordt, net zo groot als de kans dat het 'rood' wordt.

De gokkersmisvatting (Engels: gambler's fallacy), ook wel gokkersfout of gokkersbedrog genoemd, is de misvatting dat er tussen in werkelijkheid onafhankelijke stochastische gebeurtenissen een zekere afhankelijkheid bestaat, en wel zo dat een gebeurtenis die in het verleden minder vaak is opgetreden dan verwacht mocht worden, in de nabije toekomst vaker zal optreden. Bij het opwerpen van een munt veronderstelt de gokker bijvoorbeeld dat de kans op 'kop' toeneemt wanneer een aantal keren achter elkaar 'munt' wordt gegooid.
De fout is in wezen een verkeerde conclusie uit de wet van de grote aantallen: inderdaad zal op de lange duur bij een zuivere munt de verhouding tussen het aantal keren 'kop' en het aantal keren 'munt' naderen tot 1:1, maar dat wordt niet 'in de hand gewerkt' door een soort 'natuurlijke neiging naar het gemiddelde'. Ook is er geen 'verplichting' dat de verhouding ongeveer 1:1 moet zijn voor kleinere reeksen. Bij iedere nieuwe worp is de kans op 'kop' weer 50%. De munt kan immers niet onthouden wat er bij de vorige worpen gebeurd is.
Uiteraard is er alleen dan sprake van een misvatting als de gebeurtenissen werkelijk stochastisch en onafhankelijk zijn (voor alle praktische doeleinden), zoals bij een goed geconstrueerd en bediend roulettewiel. Een voorbeeld waar dit niet noodzakelijk zo is, zijn kaartspelen waarbij kaarten worden getrokken, maar niet in de stapel worden teruggelegd, zoals bij blackjack. De verschillende trekkingen zijn dan niet onafhankelijk, en iemand die de voorgaande trekkingen heeft onthouden, kan de kans op een bepaalde kaart beter schatten.
Het omgekeerde komt ook voor: wanneer een bepaalde uitkomst veel vaker is voorgekomen dan verwacht, veronderstelt men dat men, afhankelijk van of die uitkomst gunstig was of niet, een 'goede dag' of 'slechte dag' heeft (de hot-hand fallacy of clustering illusion).